# Medalha Simon Ramo IEEE
A Medalha Simon Ramo IEEE (em inglês:  IEEE Simon Ramo Medal) é um prêmio por avanços excepcionais em engenharia de sistemas e ciência de sistemas. Foi estabelecida pelo Conselho de Administração do Instituto de Engenheiros Eletricistas e Eletrônicos (IEEE) em 1982. É denominada em memória de Simon Ramo, um dos fundadores da TRW Inc. Consiste em uma medalha de ouro, uma réplica de bronze, um certificado e um honorário. Pode ser concedida a uma pessoa ou grupo de até três indivíduos.
O prêmio é patrocinado pela Northrop Grumman Corporation.

## Recipientes
- 1984: Samuel Cochran Phillips
- 1986: Arnaldo Maria Angelini
- 1987: William W. Simmons
- 1988: John Sullivan Mayo
- 1989: Edward Sussenguth
- 1991: Paul Eliot Green
- 1993: Claud M. Davis
- 1994: Jack M. Sipress
- 1995: Joseph Thomas Threston
- 1996: Donald J. Leonard
- 2000: Andrew Patrick Sage
- 2001: Kurt Petersen
- 2002: Bradford Parkinson
- 2003: David Heebner
- 2004: Boris E. Chertok e Nikolai N. Sheremetevsky
- 2005: Neal A. Richardson, George H. Gelb e Baruch Berman
- 2006: Donald Wetzel
- 2007: Victor B. Lawrence
- 2008: C. L. Max Nikias
- 2009: Albert F. Myers
- 2010: Barry Boehm
- 2011: Neil Siegel[2]
- 2012: Red Whittaker
- 2013: Gentry Lee
- 2014: Lyn Evans
- 2015: Paul G. Kaminski
- 2016: John P. Lehoczky, Ragunathan Rajkuma e Lui Sha[3]
- 2017: John Baras
- 2018: Heinz Stoewer
- 2019: Harold Lawson
- 2020: Kailasavadivoo Sivan
- 2020: Byrana N. Suresh